# نییرمدیش
نییرمِدیِش (به مجاری:  Nyírmeggyes) یک منطقهٔ مسکونی در مجارستان است که در سابولچ-ساتمار-برگ واقع شده‌است. نییرمدیش ۲۸٫۷۹ کیلومتر مربع مساحت و ۲٬۶۱۰ نفر جمعیت دارد.